# Жизнь отца моего
«Жизнь отца моего» (фр. La Vie de mon père) — роман французского писателя Никола Ретифа де ла Бретонна, опубликованный в 1779 году.
В романе Ретиф рассказывает о своих детстве и юности, прошедших в родительском доме в деревне, и основное внимание уделяет отцу — богатому крестьянину, судье и нотариусу, управлявшему большим хозяйством. Главная цель автора, как и в самой известной из его книг, «Совращённый поселянин», — показать преимущества крестьянского быта перед городской жизнью, пагубное воздействие большого города на людей неискушённых.
«Жизнь отца моего» считается ценным источником данных о жизни французской деревни накануне революции.